# Чернівецько-Хотинська єпархія ПЦУ
Чернівецько-Хотинська єпархія — колишня єпархія Православної церкви України (до Об'єднавчого собору 15 грудня 2018 року — Української автокефальної православної церкви) на території Чернівецької області.

## Історія єпархії
Здобуття нової громадянської та релігійної свободи після кризи радянського ладу та горбачовської «перебудови» у 80-х рр. ХХ ст., виявили гостру необхідність у виробленні нової моделі державно-церковних взаємин. Така ситуація мотивувала в 1987 р. до активності віруючих у питанні щодо відкриття храмів, які свого часу закривалися тоталітарним режимом.
Українську автокефальну православну церкву на теренах України було відроджено1989 року. У львівському Петропавлівському соборі було урочисто проголошено цей акт.
З насадженням ідеї автокефалії в багатьох жителів Чернівецької області відбулася переорієнтація цінностей, оскільки вона пропагувала українське слово, національне відродження та відповідала тогочасним викликам суспільства. Уже в березні 1990 р. невелика група жителів м. Чернівці заявила про своє бажання зареєструвати громаду УАПЦ, а також з проханням надати їм приміщення Свято-Духівського храму (сьогодні — кафедральний собор РПЦ в Україні). Відмова релігійній громаді автокефального руху в наданні приміщення Свято-Духівського кафедрального собору місцевими органами влади мотивувалася тим, що УАПЦ поки що не мала офіційної реєстрації в Україні.
Тогочасні міжправославні виклики у області спричинили гостру полеміку не тільки за культові споруди та церковне майно, але й за віруючих. Якщо УАПЦ апелювала до історичної справедливості, то РПЦ в Україні отримавши політичну підтримку від місцевої влади протидіяла цьому процесу, що викликало масовий протест у жителів краю.
5-6 червня 1990 р. у Києві відбувся І Всеукраїнський Собор УАПЦ, в якому взяли участь понад 700 делегатів з усієї України, в тому числі 7 єпископів і понад 200 священиків. Собор одноголосно проголосив про відновлення Автокефалії Православної Церкви в Україні та ухвалив історичне рішення про піднесення її до рівня Патріархату. Необхідно відзначити, що на Соборі були присутні делегати від духовенства і мирян Чернівецької області, а саме: митрофорний протоієрей Степан Антонович і миряни — Ковалюк Дмитро, Олевич Микола та Микола Джуряк. Рішенням Собору в Чернівецьку область керівництвом УАПЦ був  призначений  з титулом  єпископа Чернівецько-Хотинського і всієї Буковини Данило (Михайло Степанович Ковальчук — уродженець Івано-Франківщини, випускник Московської духовної семінарії (1973 р.), служив священиком на приходах Галичини).
Уже 10 червня п. р. в храмі Покрови Пресвятої Богородиці села Мамаївці Кіцманського району  відбулося перше богослужіння українською мовою, яке очолив єпископ Данило. А 28 червня п. р. єпископ Данило уперше виступив у Чернівцях на несанкціонованому владою мітингу у сквері на Радянській площі (сьогодні — ,,Соборна"), який був організований РУХом в пам'ять про людей репресованих радянською владою. Ця важлива подія в житті буковинців стала початком відродження, становлення й розвитку Української Церкви на Буковині і водночас масштабним загостренням для бурхливих конфліктних ситуацій. У скорому часі владика отримав підтримку від опозиційних Компартій — РУХу, УРП, УГС та інших політичних організацій і розгорнув активну роботу по створенню релігійних громад УАПЦ, що дало свої позитивні результати, адже до УАПЦ на Буковині приєдналися кілька священиків московського патріархату разом з громадами і храмами.
Важлива подія для Автокефальної Церкви відбулася 2 жовтня 1990 р. — статут УАПЦ був офіційно зареєстрований державною владою України, що надало Церкві можливість реєстрації її громад по всій країні. А в листопаді 1990 р. у Чернівцях було зареєстровано перші 3 громади УАПЦ (рішення Чернівецького облвиконкому № 261 від 21 листопада 1990 р.). Двом громадам передано церковні приміщення, а одній надано дозвіл на будівництво. Вищеназвані 2 храми — це Свято-Миколаївська Церква (вул. Волгоградська, нині Сагайдачного) і Свято-Успенська (вул. Новоушицька), однак конфліктів із приводу передачі їх УАПЦ не було, оскільки в радянський час вони не функціонували і при них не було зареєстровано релігійних громад (Свято-Миколаївська Церква на той час була складом бджолярів), а за кілька днів було передано й старовинний храм Різдва Іоана Хрестителя в с. Виженка Вижницького району. Також у грудні цього року офіційну реєстрацію в уповноваженого Ради у справах релігій як єпископ, отримав Данило (Ковальчук), що надало йому ширші права та можливості в реалізації важливих, для відродження УАПЦ на Буковині, рішень.
З насадженням українських цінностей і активній релігійній діяльності в області владика Данило отримав підтримку й від ректора Чернівецького (на той час державного) університету імені Юрія Федьковича (з 2000 р. — національного) — професора Костишина Степана Степановича. В цей час інтелігенцією краю та церковними очільниками піднімається питання про відновлення в структурі університету теологічного факультету. Першим кроком на шляху реалізації цього задуму стало засідання Вченої ради університету від 30 жовтня 1990 р., на якому було прийняте одностайне рішення про доцільність відновлення функціонування теологічного факультету. Водночас, проф. Костишин С. С. звернувся до Міністерства освіти з проханням дозволити роботу теологічного факультету у структурі університету.
Така позиція викликала вкрай негативні відгуки у проросійсько налаштованих вірян краю, а тому вже 9 листопада п. р., в органи місцевої влади було надіслано офіційне звернення-протест від духовенства московського патріархату Чернівецької єпархії на чолі з єпископом Чернівецьким і Буковинським Антонієм (Москаленком) і представників усіх православних приходів Буковини до інтелігенції краю. Повторно, такого змістового наповнення — звернення-протест, було надіслане Єпархіальною радою Чернівецько-Буковинської Консисторії РПЦ в Україні Ученій раді ЧДУ від 4 липня 1991 р.
25-26 червня 1992 р. в Києві відбувся Всеукраїнський Православний Собор, що об'єднав УАПЦ та частину РПЦ в Україні на чолі з митрополитом Філаретом (Денисенком) в єдину Помісну Українську Православну Церкву Київського Патріархату, що сприяло прискоренню процесу переходу релігійних громад як в Україні, так і Чернівецькій області зокрема.
У 2009 році, рішенням Архієрейського Собору УАПЦ на території Чернівецької області було відроджене єпархіальне управління Української Автокефальної Православної Церкви, а керуючим єпархією було призначено єпископа Германа (Семанчука) з титулом Чернівецького і Хотинського.
Після Об'єднавчого собору 15 грудня 2018 року — одна з трьох єпархій Православної церкви України, як її адміністративно-територіальний підрозділ на території Чернівецької області, а архієпископ Герман отримав титул архієпископа Чернівецького і Хотинського.
Станом на 1 січня 2021 року в складі єпархіального управління діяли 18 парафій, об'єднаних у 4 деканати (благочиння), 1 монастир, 5 відділів, 24 священнослужителів.
2 лютого 2024 року Священний синод Православної церкви України, послідуючи канонічному порядку та враховуючи позицію більшості духовенства Православної Церкви України на Буковині, вирішив об'єднати Чернівецько-Хотинську та Чернівецько-Кіцманську в єдину структуру з Чернівецькою єпархією ПЦУ. Архієреєм об'єднаної єпархії було призначено єпископа Феогноста (Бодоряка), на той момент єпископа Богородчанського, вікарія Івано-Франківсько-Галицької єпархії.
10 травня 2024 року на прохання архієпископа Германа Синод ПЦУ постановив перетворити юридичну особу єпархії на юридичну особу новоутвореного Іоано-Предтеченського монастиря Кам'янець-Подільської єпархії.

## Управління єпархією
Правлячий архієрей — архієпископ Чернівецький і Хотинський Герман (Семанчук)
Адреса: 58000, м. Чернівці, Бульвар Героїв Крут, 5/180
Секретар єпархії — ігумен Лука (Грубняк)
Керівник прес-служби — Панасюк Олександр Петрович
Обласний благочинний — протоієрей Іван Маковій

## Архієреї
- 1990 — 1992 Данило (Ковальчук), єпископ Чернівецький і Буковинський (перейшов до УПЦ КП)
- 2009 — 2024 Герман (Семанчук), архієпископ Чернівецький і Хотинський

## Благочиння/парафії на момент ліквідації

### Чернівецький деканат
міський благочинний — митрофорний протоієрей Миколай ЩЕРБАНЬ [Архівовано 29 жовтня 2020 у Wayback Machine.]:
- Трьохсвятительський кафедральний храм (12 лютого), м. Чернівці (ЧНУ ім. Ю. Федьковича, індекс — 58012), настоятель — протоієрей Миколай Щербань, клірик храму — протоієрей Миколай Лагодич [Архівовано 29 жовтня 2020 у Wayback Machine.];

- домовий храм святого великомученика Іоана Нового (15 червня), м. Чернівці (ЧНУ ім. Ю. Федьковича, індекс — 58012), клірики храму — протоієрей Миколай Лагодич [Архівовано 29 жовтня 2020 у Wayback Machine.], ієрей Ігор Луцан [Архівовано 28 жовтня 2020 у Wayback Machine.];

- Свято-Покровський храм (14 жовтня), м. Чернівці (ЧНУ ім. Ю. Федьковича, індекс — 58000), настоятель — протоієрей Миколай Шкрібляк [Архівовано 26 лютого 2022 у Wayback Machine.], клірик храму — пресвітер Михаїл Левицький;

- парафія святих жінок-мироносиць (третя неділя після Пасхи) (храм знаходиться у стані будівництва), м. Чернівці (індекс — 58000), настоятель — архієпископ Герман (Семанчук), клірики храму — ігумен Лука (Грубняк), протодиякон Василь Дроник;

- парафія Святителя Миколая Мирлікійського, Чудотворця (19 грудня) (військовий храм), м. Чернівці (індекс — 58000), настоятель — протоієрей Миколай Артем;

- парафія святого архистратига Михаїла (21 листопада) (храм знаходиться у стані будівництва), м. Чернівці (індекс — 58000), настоятель — протоієрей Віталій Павлюк;

- релігійна громада святого пророка Іллі (2 серпня) (земельна ділянка), м. Чернівці (індекс — 58000), настоятель — протоієрей Володимир Бельський.

### Кіцманський деканат
благочинний — митрофорний протоієрей Іван МАКОВІЙ:
- парафія святого великомученика Георгія Переможця (6 травня), м. Кіцмань (індекс — 59300), настоятель — протоієрей Іван Маковій, клірики храму — протоієрей Богдан Степанович, протоієрей Володимир Бельський;

- домовий храм Собору Предтечі і Хрестителя Господнього Іоана (20 січня), с. Драчинці (індекс — 59353) Кіцманського району, настоятель — протоієрей Іван Маковій;

- парафія Різдва Пресвятої Богородиці (21 вересня), с. Шишківці (індекс — 60221) Кіцманського району, настоятель — протоієрей Дмитро Ходан;

- парафія святого великомученика Георгія Переможця (6 травня), с. Нижні Станівці (індекс — 59357) Кіцманського району, настоятель — ієрей Михаїл Константинюк;

- домовий храм блаженної Ксенії Петербурзької (6 лютого), с. Нижні Станівці (індекс — 59357) Кіцманського району, настоятель — протоієрей Георгій Хромей.

### Вижницький деканат
благочинний — ієрей Микола ОСТАПОВИЧ:
- парафія святих праведних Богоотців Іоакима й Анни (22 вересня), с. Бабине (індекс — 59233) Вижницького району, настоятель — ієрей Микола Остапович;

- парафія Святителя Миколая Мирлікійського, Чудотворця — перенесення його чесних мощей (22 травня), с. Карапчів (індекс — 59225) Вижницького району, настоятель — ієрей Микола Остапович.

### Сторожинецький деканат
благочинний — протоієрей Василь ШЕВЧУК:
- парафія славних і всехвальних першоверховних апостолів Петра і Павла (12 липня), с. Косованка (індекс — 59017) Сторожинецького району, настоятель — протоієрей Василь Шевчук;

- парафія святих архангелів Михаїла і Гавриїла (21 листопада), с. Стара Жадова (індекс — 59017) Сторожинецького району,

- парафія Покрови Пресвятої Богородиці (14 жовтня), с. Червона діброва (індекс — 60409) Глибоцького району, настоятель — священник Юрій Філіпчук.

### Клірики за штатом
- протоієрей Микола Поповецький;

- диякон Олег Каніковський.

## Перехід церковних громад
За період від Об'єднавчого собору 15 грудня 2018 р. до лютого 2021 р. близько 5 парафій оголосили про перехід до Чернівецько-Хотинської єпархії Православної Церкви України, 2 з яких перейшли офіційно (одна з настоятелем храму, інша — без), а саме:
- парафія с. Шишківці Кіцманського району, храм Різдва Пресвятої Богородиці, настоятель — протоієрей Дмитро Ходан. Офіційно перейшла 19 грудня 2018 р. (одна з перших парафій в Україні, яка вийшла з лона Московського Патріархату і ввійшла до ПЦУ);

- парафія с. Стара Жадова Сторожинецького району, храм на честь святих архангелів Михаїла та Гавриїла. Офіційно перейшла 10 березня 2019 р. (перебуває у стані судових процесів за храмову споруду);

- Три парафії через внутрішню протидію та погрози з боку представників «руського міра» перебувають поки що у невизначеному стані.

## Єпархіальні відділи
- «Єпархіальний відділ релігійної освіти, катехізації та місіонерства», голова — протоієрей Миколай Лагодич [Архівовано 29 жовтня 2020 у Wayback Machine.];

- «Єпархіальний інформаційно-видавничий відділ», голова — протоієрей Миколай Шкрібляк [Архівовано 26 лютого 2022 у Wayback Machine.];

- «Єпархіальний паломницький відділ», голова — священник Миколай Остапович.

- «Єпархіальний відділ у справах молоді», голова — священник Ігор Луцан [Архівовано 28 жовтня 2020 у Wayback Machine.];

- «Єпархіальний відділ по взаємодії зі Збройними силами України», голова — протоієрей Миколай Артем;

- «Єпархіальний медичний відділ», голова — ігумен Лука (Грубняк).

## Духовні недільні школи
Недільні школи діють при достатньо високій кількості парафій Чернівецько-Хотинського єпархіального управління, що складає понад 35 %. Мета цих шкіл полягає у вихованні й самовихованні духовності як в учнів підліткового та раннього юнацького віку, так і в людей старшого покоління, які цього бажають.

## Монастирі
- Петропавлівський чоловічий  монастир, с. Косованка Сторожинецького району. Намісник — архімандрит Захарій (Карлійчук).

Заснований у 2000 році, як парафія УАПЦ, в с. Косованка Сторожинецького району.

## Єпархіальний хор духовенства
Хор священнослужителів Чернівецько-Хотинської єпархії ПЦУ — аматорський співацький колектив, створений з ініціативи духовенства єпархії і благословення правлячого архієрея у березні 2021 році. Мета — підвищення ефективності розвитку хорової творчості, музично-просвітницька діяльність, піднесення української національної й духовної культур, зокрема, в буковинському регіоні. Перспективна діяльність: участь у святкових богослужіннях; церковних та державних заходах, які супроводжуються молитвою; фестивалях духовної та класичної музики; благодійних концертах тощо.
6 квітня 2021 року відбулася перша зустріч-репетиція хору духовенства, під час якої було обговорено низку організаційних питань щодо діяльності колективу, зокрема: стабільне проведення регулярних репетицій, підбірка репертуару церковних піснеспівів, реалізація запланованих ініціативних проєктів та ін.
Учасники вокального колективу:
- Протодиякон Миколай Федорюк — перший тенор
- Протоієрей Володимир Бельський — перший тенор / другий тенор
- Ієрей Ігор Луцан — другий тенор
- Архієпископ Герман (Семанчук) — баритон
- Протодиякон Віктор Лавський — баритон
- Ієрей Миколай Остапович — бас
- Протодиякон Сергій Маковій — бас